# Cecilia Stoltze
María Cecilia Stoltze Brzovic es una ejecutiva y productora de televisión chilena, de ascendencia croata.
Anteriormente, ejerció como directora de Contenidos y Producción entre 1992 y 2002, y gerente de Marketing y Comunicaciones entre 2005 y 2009 en Televisión Nacional de Chile (TVN).

## Biografía
Hija de Jorge Mario Stoltze Concha y de María Cecilia Brzovic Parilo. Tiene cuatro hermanos; María Lucía, Jorge, María Teresa y María Alejandra. Por su vía materna, es nieta de Natalino Brzovic Radovic, y bisnieta de Francisco Brzovic, natural de Omiš, quien migró a Magallanes en 1892 durante la inmigración croata en Chile.
Cursó sus estudios de Ingeniería Comercial en la Facultad de Economía y Negocios de la Universidad de Chile. Luego, cursó sus estudios de Dirección Artística con mención en Televisión en la Escuela de Artes de la Comunicación (EAC) en la Pontificia Universidad Católica de Chile (PUC).

## Carrera
Stoltze inició su carrera en televisión como asistente de producción en Canal 9, donde trabajó entre 1977 y 1980. 
El 1 de enero de 1981 se incorporó al Área Dramática de Televisión Nacional de Chile (TVN), bajo la producción ejecutiva de Sonia Fuchs, donde permaneció hasta febrero de 1991. Durante esta etapa, estuvo a cargo de la coordinación de la producción de ficción como La represa, La Quintrala y Teresa de Los Andes.
En febrero de 1991, Stoltze asumió el 1 de marzo como productora general del Área Dramática. Posteriormente, en noviembre del mismo año, fue nombrada directora de Producción y Contenidos de TVN por Jorge Navarrete Martínez, cargo que asumió oficialmente el 1 de enero de 1992. 
Durante su gestión, trabajó estrechamente con el director de Programación Jaime de Aguirre en el desarrollo de contenidos, lideró la administración de presupuestos para las distintas áreas de producción y fue responsable de proyectos emblemáticos como el Festival Internacional de la Canción de Viña del Mar (1992–1993), el matinal Buenos días a todos (1992–2002), y el auge de las telenovelas de TVN entre 1992 y 2002. 
En abril de 2005, asumió como gerente de Marketing y Comunicaciones de TVN, puesto que ocupó hasta el 24 de marzo de 2009. Durante este período, recibió cuatro Premios Effie (2005–2008) por campañas publicitarias exitosas de producciones como Los treinta, Cómplices, Pelotón (reality show) y El señor de La Querencia.
En agosto de 2009, se integró a Chilevisión como productora general del Área Dramática, por solicitud de Vicente Sabatini y con el respaldo de Jaime de Aguirre. Desempeñó ese rol hasta el 24 de junio de 2015.
El 1 de junio de 2016, se incorporó como productora general de ficción en la filial chilena de la empresa española Boomerang TV, donde coordinó la producción y planificación de proyectos hasta su salida en 2018. 

## Filmografía
| Año  | Título                  | Cargo                       | Medio                        |
| ---- | ----------------------- | --------------------------- | ---------------------------- |
| 1982 | La gran mentira         | Productora general          | Televisión Nacional de Chile |
| 1983 | El juego de la vida     | Productora general          | Televisión Nacional de Chile |
| 1984 | La represa              | Productora general          | Televisión Nacional de Chile |
| 1985 | Marta a las ocho        | Productora general          | Televisión Nacional de Chile |
| 1985 | Morir de amor           | Productora general          | Televisión Nacional de Chile |
| 1986 | La Quintrala            | Productora general          | Televisión Nacional de Chile |
| 1989 | Teresa de Los Andes     | Productora general          | Televisión Nacional de Chile |
| 1989 | A la sombra del ángel   | Productora general          | Televisión Nacional de Chile |
| 1990 | El milagro de vivir     | Productora general          | Televisión Nacional de Chile |
| 1991 | Volver a empezar        | Productora general          | Televisión Nacional de Chile |
| 1992 | Trampas y caretas       | Directora de producción TVN | Televisión Nacional de Chile |
| 1993 | Jaque mate              | Directora de producción TVN | Televisión Nacional de Chile |
| 1993 | Ámame                   | Directora de producción TVN | Televisión Nacional de Chile |
| 1994 | Rompecorazón            | Directora de producción TVN | Televisión Nacional de Chile |
| 1994 | Rojo y miel             | Directora de producción TVN | Televisión Nacional de Chile |
| 1995 | Estúpido cupido         | Directora de producción TVN | Televisión Nacional de Chile |
| 1995 | Juegos de fuego         | Directora de producción TVN | Televisión Nacional de Chile |
| 1996 | Sucupira                | Directora de producción TVN | Televisión Nacional de Chile |
| 1996 | Loca piel               | Directora de producción TVN | Televisión Nacional de Chile |
| 1997 | Oro verde               | Directora de producción TVN | Televisión Nacional de Chile |
| 1997 | Tic tac                 | Directora de producción TVN | Televisión Nacional de Chile |
| 1998 | Iorana                  | Directora de producción TVN | Televisión Nacional de Chile |
| 1998 | Borrón y cuenta nueva   | Directora de producción TVN | Televisión Nacional de Chile |
| 1999 | La Fiera                | Directora de producción TVN | Televisión Nacional de Chile |
| 1999 | Aquelarre               | Directora de producción TVN | Televisión Nacional de Chile |
| 2000 | Romané                  | Directora de producción TVN | Televisión Nacional de Chile |
| 2000 | Santo ladrón            | Directora de producción TVN | Televisión Nacional de Chile |
| 2001 | Pampa ilusión           | Directora de producción TVN | Televisión Nacional de Chile |
| 2001 | Amores de mercado       | Directora de producción TVN | Televisión Nacional de Chile |
| 2002 | El circo de las Montini | Directora de producción TVN | Televisión Nacional de Chile |
| 2010 | Manuel Rodríguez        | Productora general          | Chilevisión                  |
| 2011 | La Doña                 | Productora general          | Chilevisión                  |
| 2013 | Graduados               | Productora general          | Chilevisión                  |
| 2014 | Las Dos Carolinas       | Productora general          | Chilevisión                  |
| 2015 | Buscando a María        | Productora general          | Chilevisión                  |
| 2018 | Inés del alma mía       | Productora general          | Boomerang TV                 |